# Hanganakatti, Gadag
Hanganakatti là một làng thuộc tehsil Gadag, huyện Gadag, bang Karnataka, Ấn Độ.